# Савойски кръстоносен поход
Савойският кръстоносен поход е кръстоносна експедиция на Балканите през 1366 – 1367 г. Той е породен от планирането, довело до Александрийския кръстоносен поход (1365), и е плод на папа Урбан V. Воден е от графът на Савоя Амадей VI (Зеления граф) и е насочен срещу разрастващата се Османска империя в Източна Европа. Въпреки че е замислен като сътрудничество с Унгарското кралство и Византийската империя, кръстоносният поход е отклонен от основната си цел и се трансформира във военна операция, целяща да атакува Второто българско царство. Там кръстоносците осъществяват малки победи, които преотстъпвват на византийците. Успяват да отнемат някои територии от османците в околностите на Константинопол и на полуостров Галиполи.
Отбелязвайки по-голямото внимание, отделено на България, отколкото на турците, историкът Николае Йорга твърди, че „не е ставало въпрос за  кръстоносен поход, понеже тази експедиция по-скоро е приличала на авантюра“. Все пак превземането на Галиполи според Оскар Халецки е „първият успех, постигнат от християните в тяхната борба за защита на Европа и в същото време последната голяма християнска победа [над турците] през целия XIV век.“

## Подготовка

### Клетви
На 31 март 1363 г., Разпети петък, в Папски Авиньон кралят на Франция Жан II и кралят на Кипър Петър I полагат кръстоносен обет да отидат в Светите земи и получават от папа Урбан V кръстния знак, за да го зашият на дрехите си в знак на техния обет. Това е началото на Савойския кръстоносен поход, въпреки че Жан II никога не изпълнява обета си лично, а Петър I в крайна сметка не сътрудничи със Савойския граф в начинанието. Графът не дава своя кръстоносен обет пред Урбан V вероятно до 19 януари 1364 г., когато се провежда съвет на регионалните магнати в Авиньон, за да сформират съюз срещу мародерските свободни роти. Това със сигурност е поводът, когато папата връчва на Амадей VI Златната роза и графът основа рицарския Орден на огърлицата, за да замени своя по-ранен и вероятно вече несъществуващ Орден на Черния лебед. Първоначалните членове на Ордена на  огърлицата са предани последователи и често роднини на Амадей VI и всички вероятно обещават да го придружат в кръстоносния поход. В крайна сметка всички освен двама, които не могат да отидат поради здравословни причини, пътуват на Изток. Орденът, подобно на кръстоносния поход, е посветен на Богородица. Крайният срок, определен за тръгването на похода, е 1 март 1365 г., въпреки че папата очаква Петър Кипърски и Амадей VI Савойски да тръгнат по-рано. Срокът не е спазен от никого, въпреки че на 27 юни кралят на Кипър напуска Венеция по време на Александрийския кръстоносен поход.
През май 1363 г. папа Урбан V отправя призив към Лайош I Велики за кръстоносен поход срещу турците и кралят прекарва зимата на 1364–1365 г., подготвяйки армия за голяма офанзива, предназначена да изтласка турците от Европа. През януари 1365 г., както е съобщено във Венеция, десет галери са събрани в Прованс за използване от Лайош I, който отправя призив за подкрепа в Задар и Далмация. През пролетта той нахлува не в турска Европа (Румелия), а в северната част на България, управлявана тогава от втория син на царя Иван Срацимир. Лайош завладява и окупира Видин и  отвежда в плен в Унгария Иван Срацимир. По този начин неговата експедиция е завършена навреме, за да може той да сътрудничи на Амадей VI в съвместна атака срещу турците през пролетта на 1366 г.

### Финансиране
На 1 април 1364 г. папа Урбан V полага сериозни усилия да финансира експедицията на Амадей VI с поредица от седем були, които му предоставят различни нови източници на доходи. Всички конфискувани „неправомерно придобити печалби“ от кражба, грабеж или лихварство, които не могат да бъдат възстановени (на жертвите), трябва да бъдат използвани през следващите шест години за кръстоносния поход. Освен това „всички досега неизразходвани завещания, подаръци, конфискации, глоби и епитимии, които са били завещани, дадени, преотстъпени или събрани за преминаването към Светите земи и нейното благосъстояние в Графство Савоя и неговите зависимости за предходните дванадесет години и за следващите шест, са били  възложени на графа за неговата експедиция. И накрая, Църквата трябва да плати десятък от своя десятък на графа за кръстоносния поход, с изключение на онези свещеници, които са получили разрешение да тръгнат сами на пътуването.

### Армия и флот
В началото на 1366 г. граф Амадей VI е в Савоя, събирайки армията си. Повече от половината армия се състои от наследствени васали на графа и почти нито едно семейство в неговите владения не е без представител. Присъединяват се и неговият полубрат Огер и неговият племенник Хумберт, син на неговия полубрат Хумберт. Участват Аймон, господар на Кумиана и Кавалермаджоре и брат на Жак Савойски-Ахая, както и двамата извънбрачни сина на Амадей, и двамата на име Антон. Сред кръстоносците са английският рицар Ричард Мюсар, братовчеда на графа - Гийом дьо Грандсон, Аймон III Женевски – наследник на Амадей III Женевски, който е твърде болен, за да изпълни обета си, и Луи дьо Божьо, господар на Алоание, който заема мястото на Антоан дьо Божьо. Докато достигне Венеция, тази армия е организирана в три батальона под надзора на маршал Гаспар дьо Монмайор: първият е воден от Амадей VI, Гаспар Аймар дьо Клермон и братята Гиг и Жан дьо Виен, вторият от Етиен дьо ла Бом, господарят на Басет (вероятно английският рицар Ралф Басет) и господарят на Сен Амур, а третият и най-голям се командва от Гийом дьо Грансон, Антелм д'Юртиер и гасконския наемник Флоримон дьо Леспар, и включва роднини на графа.
Виждайки, че Александрийският кръстоносен поход е навредил на търговските ѝ отношения с ислямските сили, Венецианската република не желае да участва в планирания кръстоносен поход или да му осигури транспорт на изток. Писмо от папа Урбан V през март 1365 г. не я убеждава в противното, но посланиците на Амадей VI осигурява обещание за две галери за сметка на петте искани от графа (и два фуста – тънки галери). Папата – архитектът на кръстоносния поход, преговаря с Генуа и Марсилия за осигуряване на кораби, но обещанието за транспорт от императора на Свещената Римска империя Карл IV не е изпълнено. Голям брой наемници от свободните роти се присъединяват към кръстоносния поход и се събираг в Турню под командването на Арно дьо Сервол, но когато той е убит на 25 май 1366 г. близо до Макон, те изоставят експедицията.

## Преход на Изток

### От Савоя до Венеция
На 3 януари 1366 г. в Бурж дю Лак граф Амадей VI Савойски, в подготовка за заминаването си, назначава съпругата си Бона дьо Бурбон за регентка в негово отсъствие. Тя е подпомагана от съвет от седмина, като поне двама от тях винаги трябва да бъдат свидетели на нейните заповеди, за да ги направят ефективни. Може би като протест срещу закъснението на тези усилия или срещу предложената дестинация, която не е Светите земи, на 6 януари папа Урбан V отменя булите от 1 април 1364 г., като по този начин прекъсва основен източник на финансиране. Въпреки че Амадей VI отива в Авиньон, за да протестира, и очевидно получава папската благословия за начинанието, булите остават отменени. Графът е принуден да поиска обща субсидия (данък) за отвъдморско пътуване, но тя остава несъбрана до 1368 г. и разходите за морски транспорт трябва да бъдат покрити със заеми 10 000 флорина от някои банки на Лион и залагането на семейното сребро. На 8 февруари Амадей VI започва пътуването по суша до Венеция.
Амадей VI достига Риволи до 15 февруари, а до средата на март и Павия, където управлява неговият девер Галеацо II Висконти. След това той обръща посоката и отива в Сен Жан дьо Мориен, преди да се върне в Павия до края на май, за да бъде там кръстник на малкия син на неговия племенник Джан Галеацо. Неговата сестра Бианка – майката на по-големия Джан Галеацо, прави дарение във военния му сандък по това време, а неговият девер дава заеми както в пари, така и в хора: 25 000 флорина и двадесет и пет бойци, шестстотин наемници и шестнадесет конетабъли под командването на неговия извънбрачен син Чезаре, които трябва да бъдат платени за сметка на Галеацо за първите шест месеца. Половината от войската на кръстоносните походи под ръководството на Етиен дьо ла Бом отива оттам в Генуа, за да се качи на чакащата го флота и да отиде във Венеция. На 1 юни останалата част от армията под командването на Амадей VI заминава за Падуа, където управляващата фамилия Да Карара му предлага използването на техния дворец във Венеция. На 8 юни Амадей и основната армия пристигат във Венеция, където венецианците, информирани, че кръстоносният поход не е насочен към Светите земи, предлагат повече помощ, включително кораби и хора, ако кръстоносците превземат Тенедос от генуезците. Отплаването на флота е около 21 юни.

### От Венеция до Галиполи
Флотът плава надолу по крайбрежието на Далмация, спирайки в Пула, Дубровник, Корфу и накрая в Корони, който е под венециански контрол. Там граф Амадей VI научава, че Мария дьо Бурбон, дъщеря на херцог Луи I дьо Бурбон, за чиято племенница Бона е омъжен, е обсадена в замъка си (Наваринската крепост) в Пилос от архиепископа на Патра Анджело Ачайоли. Ачайоли е завзел нейните земи от името на Филип II, княз на Таранто, неин девер, който оспорва претенциите за Княжество Ахея от страна на Мария от името на малкия ѝ син Хюг, чийто баща е покойният Робърт от Таранто. В началото на 1366 г. Мария и Хюг събират армия от наемници от Кипър и Прованс и започват да си връщат територията на княжеството, за което тя претендира. По време на преговорите кастеланът на Мария от Пилос, Гийом дьо Талай, арестува Симоне дел Поджо, пристав на Филип от Таранто, и го затваря в подземията на Пилос. При  пристигането на Амадей VI контраофанзива, водена от архиепископа, оказва натиск на Мария и Хюг в Пилос. Графът на Савоя е помолен да бъде арбитър. Той решава, че Мария трябва да се откаже от всякакви претенции за Патра и че архиепископът трябва да евакуира войските си от Южна Ахея и да остави Мария в мирно владение на нея. След това Савойският граф се връща на своите кораби.
В Корони венецианската флота, водена от Антелм д'Юртиер – капитан на галерата на графа, се среща с генуезците, за да формира флота от петнадесет кораба под общото командване на адмирал Етиен дьо ла Бом. Армията е разделена между галерите въз основа на география: има един кораб за хората от Брес, друг за мъжете от Фосини, друг за тези от същинска Савоя и т.н. Всички кораби трябва да плават в полезрението един на друг и нито един да не плава пред този на графа, като се предписват глоби за нарушения на тези заповеди. Флаговите сигнали през деня и фенерите през нощта са използвани за комуникация между корабите; сигнали за атака са давани от тръбачи на кораба на графа. Цялото пътуване е строго контролирано от Савойския граф. От Корони флотът продължава към Агиос Георгиос (Сан Джорджо д'Албора) на о-в Хидра, оттам до Халкида (Негропонт) и накрая към Еврип – последната спирка преди да навлязат в турска територия. Там те купуват чиста вода, а лекарят на графа, Ги Албен, купува дезинфектант за стомах.

## Кампании

### Галиполи
Въпреки че кръстоносците се надяват на помощта на византийския император Йоан V Палеолог, папата я прави зависима от връщането на Гръцката православна църква обратно в общение с Римокатолическата църква и под папско върховенство, въпреки че Византийската империя е тази, която кръстоносният поход се опитва да се освободи от турския натиск. Кръстоносците също очакват подкрепа от Лайош I Велики, въпреки че получават единствено  двама кралски оръженосци, които служат на Амадей VI в българските провинции. През пролетта на 1366 г. Йоан V пътува до унгарския двор, за да приеме военна помощ и да се закълне от свое име и от името на синовете си да приемат Католицизма. На 1 юли папа Урбан V удължава индулгенцията на Лайош I от кръстоносния поход, но на 22 юли писмо от папата спира привилегиите, дадени по-рано същия месец за година, отлагайки помощта за гърците до завръщането им в католическото лоно и убеждавайки Лайош I да не помага на „схизматика", въпреки че папата не му забранява изрично. На връщането му през България, наскоро нападнат от бъдещия си съюзник, Йоан V се озова в капан: той е  затворен или обкръжен от българските сили и е неспособен да продължи към собственото си владение, където неговият син Андроник IV, женен за Кераца-Мария, дъщеря на българския цар, поема управлението. Амадей и Йоан V са първи братовчеди: майката на Йоан, Анна, е сестра на бащата на Амадей, Аймон.
Уведомен за ситуацията в България и за турските позиции в Европа, Амадей VI повежда флота си в Дарданелите, където се присъединява към флота под командването на Франческо Гатилузио, владетел на Лесбос и зет на хванатия в капан император. В „Савойски хроники“ е отбелязано, че те срещат отряд от византийската армия под командването на Константинополския патриарх. На 22 август обединената флота на кръстоносците започва атака срещу Галиполи – вторият град на европейските турци. Докато армията атакува стените, турците напускат града през нощта, а на сутринта жителите отварят портите за кръстоносците. Източниците хвърлят ограничена светлина върху този кратък епизод. Според регистъра на графа и градът, и цитаделата са в ръцете на Савойския граф до 26 август. За всеки са назначени гарнизони и командири – Джакомо ди Луцерна за града и Аймон Микаил за цитаделата, които отговарят не само за защитата на Галиполи, но и за охраната на входа на проливите. На 27 август пратеник е изпратен на запад с новини за „първата и най-известна победа на графа срещу езичниците турци“.
Хрониките обясняват бързия успех с турското отстъпление, но също така е известно, че на 12 септември в Бейоглу (Пера) в Константинопол графът подготвя погребенията на няколко от хората си, убити при атаката срещу Галиполи, включително Симон дьо Сент Амур и Ролан дьо Веси – и двамата рицари на Ордена на огърлицата. 81 восъчни факли и милостиня са платени за погребението на Жирар Марешал от Савоя и Жан д'Ивердон от Баронство Во. Буря в Мраморно море попречва на остатъка от кръстоносния поход да напусне Галиполи, но до 4 септември те пристигат по море в Константинопол. Флотът акостира в Бейоглу (Пера) – генуезкия квартал, където повечето от хората му остават, въпреки че някои вземат квартири в Галата, венециански квартал. Самият Амадей VI купува необзаведена къща в центъра на града. Освен разходите за мебели и погребения графът плаща на преводача си Пауло тримесечна заплата.

### България
От Константинопол Амадей VI изпраща посланици до Йоан V Палеолог, който очевидно е във Видин. Императорът изглежда е поискал въоръжена намеса, за да го освободят, за да се върне в столицата си. Неговата императрица Елена Кантакузина предлага на Савойския граф пари за военна експедиция в България, въпреки че Амадей VI няма заповед от папата да атакува българите – християни, макар и схизматици (некатолици). Оставяйки контингент в Константинопол, графът повежда флота нагоре по Българското Черноморие на 4 октомври. За два дни той достига до пристанището Лорфенал и след това до Созопол, който дълго време се е предполагало, че е бил във византийски ръце, но сега изглежда принадлежи на българите. Битка няма и не е ясно дали градът се е предал или просто е бил заобиколен. Сметките за разходите на Амадей VI показват, че той е бил в Созопол от 17 до 19 октомври, но може да е лагерувал само извън стените му. Вероятно обаче е превзел Бургас. На 20 октомври са превзети Месемврия и неговата цитадела. След като оказват твърда съпротива, която причинява смъртта на много християнски рицари и оръженосци, месемврийците са избити, включително жените и децата, а градът е разграбен. След това е превзето Анхиало и може би  Макрополис и Скафида, и те контролират Бургаския залив. 
Крайбрежният район на България – днешна Добруджа по това време е полунезависимото Добруджанско деспотство начело с деспот Добротица като гтаична марка на Българската империя. Главният град, бивша митрополия, е Варна. На 25 октомври кръстоносците пристигат пред Варна и изпращат пратеници до гражданите с молба да се предадат. Те отказват, но обещават да изпратят свои пратеници до цар Иван Шишман, чиято столица е Търново, с молба да позволи на император Йоан V да премине, въпреки че царят по това време не контролира Видин, който е в ръцете на брат му Иван Срацимир. Междувременно варненци снабдяват кръстоносната армия и между Търново и лагера на Савойския граф са разменени няколко пратеничества. За да засили позицията си при договаряне, Амадей VI атакува и превзема Емона – крепост на нос Емине, по-на юг по крайбрежието. След капитулацията си емонците се вдигат на бунт и са смазани. Установявайки там гарнизон, Амадей се завръща във Варна.
Докато примирието между Варна и графа на Савоя се проточва, група млади кръстоносци се впуска по море, за да превземе през нощта малкия замък Калокастър. Те са открити от пазачите, докато се опитват да се качат на стените, и са избити. Въпреки че изразява неодобрение на техните независими действия, Амадей VI ръководи ответна експедиция, която води до избиване на населението на Калокастър. Преговорите с българите продължават до средата на ноември и, вероятно по настояване на царя, Амадей вдига обсадата на Варна и се оттегля в Месемврия, оставяйки гарнизон в Емона, преди 18 ноември. На 23 декември цар Иван Шишман изпраща съобщение до Амадей, че на императора му е разрешено да отиде от Видин в Калиакра, във владенията на деспот Добротица. Графът изпраща посрещаща група да го чака там и прекарва зимата в Месемврия, където управлява града щателно, събирайки всякакви данъци. В началото на януари 1367 г. графът премества двора си през залива в Созопол, където императорът най-накрая пристига на 28 януари, без да спира на Калиакра.

### Околности на Константинопол
В края на януари или началото на февруари жителите на Емона се разбунтуват. На 15 март, вероятно след като императорът заминава за Константинопол, след като обещава да поеме разходите за експедицията на Амадей VI в България в замяна на получаването на градовете, които е завладял, Савойският граф отива в Месемврия, за да наблюдава последните приготовления за неговото заминаване, включително откупа на всички негови хора, които дотогава все още са пленници в българските затвори. До 9 април всичко е завършено и кръстоносците се връщат в Константинопол, където, по думите на савойските хронисти, „императорът, за да приеме своя братовчед графа по-високо и почетно, подготви свещениците, колежите и всички религиозни ордени, господата, гражданите, търговците, хората, жените и децата, и (всички те) отидоха на брега, за да посрещнат графа, викайки: „Да живее графът на Савоя, който избави Гърция от турците, и Императорът, нашият господар, от ръцете на императора на България". В Константинопол Йоан V най-накрая се съгласява да плати 15 000 флорина от разходите за българската експедиция, въпреки че в крайна сметка са получени само около 10 000.
Амадей VI все още възнамерява да води война срещу турците, но средствата му за това са намалели след превземането на Галиполи. Независимо от това на 14 май той превзема турския замък Енеакосия на северния бряг на Мраморно море, за който гръцкият историк Йоан Кантакузин информира, че е „крепостта близо до Региум“, днешно Кючукчекмедже. Един от савойските войници е награден за забиването на савойското знаме на върха на кулата по време на битката. През същия месец графът трябва да се втурне на север, за да защити Созопол от турско нападение. На или около 24 май хората му подпалват турската крепост, наречена Калонейро, вероятно представена от византийските руини в Бююкчекмедже. През целия април-май основната грижа на кръстоносния поход е изплащането на корабособствениците и набирането на средства за обратното пътуване.

### Завръщане
През останалата част от времето на Амадей VI в Константинопол той се опитва безуспешно да договори край на Източно-западната схизма. Въпреки че той установява Павел, латински патриарх на Константинопол, в Галиполи, а не в Константинопол, в знак на уважение към гърците, Павел се връща в Италия с кръстоносния поход, напускайки Константинопол на 9 юни 1367 г. Графът на Савоя пътува на борда на нова галера, която неговият човек Джовани ди Конте купува в Пера. На 13/14 юни кръстоносците пристигат в Галиполи. Амадей VI плаща на гарнизона и предава града и цитаделата на византийците. До 16 юни флотът достига Тенедос. Между 20 и 22 юни остава в Халкида, където плаща четири златни перпери на двама певци на Рожер де Лурия, генерален викарий на Атинското херцогство, които са дошли с поздравленията на господаря си и остават да го забавляват за вечерта.
 

В Халкида мнозина напускат кръстоносния поход, за да отидат в Кипър и да се бият при крал Петър I, обещавайки повече възможности за борба с неверниците (и по-малко сражаващи се с разколнически братя по вяра). Връщащите се кръстоносци спират в Метони и Кларенца, пристигайки в Корфу на 10 юли. Седмица по-късно те спират в Дубровник и на 29 юли дебаркират във Венеция. Новините за техните победи ги предшестват. 
Амадей VI остава в двореца на Да Карара във Венеция пет седмици: изплаща дългове, прави подаръци за благодарност на църквите, взема още заеми (8872 дуката от Бартоломео Михаелис и 10 346 от Федериго Корнаро). Той посещава Тревизо за някои празненства, чийто смисъл е неясен (23–26 август). За да изпълни обетите си, Амадей VI трябва да заведе посланиците на император Йоан V Палеолог в Рим. Той отива по суша до Павия, където пристига на 18 септември, за да изчака багажа си, идващ по водите на река По, и хазната му, слизаща от Савоя, за да финансира последното си поклонение до Рим. На 25 септември той се отправя към Пиза, а оттам към Витербо, където се среща с папа Урбан V и представя византийските посланици. Той продължава с папския антураж към Рим, където папата тържествено влиза в града на 12 октомври, първият папа в Рим от 1305 г. Амадей остава в Рим около две седмици преди да се върне в Шамбери до Коледа през Перуджа и Флоренция (началото на ноември), през Павия (средата на ноември), Парма, Борго Сан Донино и Кастел Сан Джовани. По време на пътуването си от Венеция до Рим до Савоя графът е почитан като триумфален кръстоносец.

## Загуба на Емона и Галиполи
Амадей VI оставя град Емона в ръцете на своя извънбрачен син Антон Старши с малък гарнизон. Според савойските хронисти Жан Сервион и Жан Кабаре д'Орвил жителите измамват савойците с деяния на доброта, преди да ги доведат до засада, където Антон е заловен. Предполага се, че той лежи до смъртта си в български затвор. Въпреки че тази информация не е потвърдена от по-ранни източници, е сигурно, че Емона е загубена и че Антон Старши не се появява в сметките на хазната на баща си след кръстоносния поход.
Галиполи не е загубен за християнския свят чрез действията на турците. След три години гражданска война между Йоан V и неговия син Андроник IV Галиполи им е предаден от Андроник като заплащане за подкрепата им. Така той е окупиран след десет години християнска окупация през зимата на 1376–1377 г. от султан Мурад I.